# 巴德尔·本·哈马德·布赛义迪
赛义德·巴德尔·本·哈马德·本·哈穆德·布赛义迪（Sayyid Badr bin Hamad bin Hamood Al Busaidi 1960年5月30日—）是阿曼的外交大臣。

## 生平
巴德尔生于阿曼的马斯喀特，是家中次子，父亲曾是苏丹赛义德·本·泰穆尔的私人秘书，他本人则也做过苏丹卡布斯·本·赛义德·阿勒赛义德的私人顾问。他在1988年开始于阿曼外交部任职，成为一名外交官。2020年8月18日起担任阿曼外交部长。